# Neodythemis arnoulti
Neodythemis arnoulti är en trollsländeart som beskrevs av Fraser 1955. Neodythemis arnoulti ingår i släktet Neodythemis och familjen segeltrollsländor. IUCN kategoriserar arten globalt som otillräckligt studerad. Inga underarter finns listade i Catalogue of Life.